# Arianna Pruisscher
Arianna Pruisscher (Nieuw-Dordrecht, 7 augustus 1998) is een Nederlands langebaan- en marathonschaatsster, uitkomend namens A6.nl/ KMC. Daarvoor was ze beroepswielrenster bij een Franse wielerformatie, afkomstig van de wielerclub W.S.V Emmen, waarvoor ze tussen 2017 en 2022 verhuisde naar Sittard. Ook schaatste ze eerder voor Team Albert Heijn Zaanlander.
Bij de wereldbekerkwalificatiewedstrijden in oktober 2022 eindigde Pruisscher op de 5000 meter verrassend als vierde waarmee ze zich kwalificeerde voor de wereldbeker in het Canadese Calgary.

## Persoonlijke records
| Afstand    | Tijd    | Datum            | Baan       |
| ---------- | ------- | ---------------- | ---------- |
| 500 meter  | 42,45   | 10 januari 2015  | Heerenveen |
| 1000 meter | 1.23,64 | 7 maart 2014     | Heerenveen |
| 1500 meter | 2.03,98 | 21 oktober 2022  | Heerenveen |
| 3000 meter | 4.10,57 | 20 oktober 2023  | Heerenveen |
| 5000 meter | 7.04,38 | 16 december 2022 | Calgary    |

(laatst bijgewerkt: 20 oktober 2023)